# 消費関数
経済学において、消費関数(英: Consumption function)、あるいは消費支出関数(英: Consumption expenditure function)とは、家計による消費支出を表す数学的な関数。

## 概要
経済学史においては、消費関数はジョン・メイナード・ケインズによる著書「雇用・利子および貨幣の一般理論」において最初に導入されたとされている。消費関数はある経済の総消費の量や決定メカニズムを数学的に表すために使用される。最初期の経済学の消費関数の議論では数学的表現が導入されていなかったために、ケインズはごく単純な定義を与えたにすぎなかったが、今日ではより数学的な表現が試みられている。消費関数は基礎消費（現在の所得水準の大小に影響されない消費支出）、誘発消費（経済の所得水準に影響される消費支出）によって構成される。消費関数は様々な方法で記述することが可能だが、非常に単純な記述としては次のようなものがある。
{\displaystyle C=a+b(Y-T)}
これはケインズ型の消費関数と呼ばれる。この消費関数を書き直したものは、アフィン関数として表される。
{\displaystyle C=c_{0}+c_{1}Y^{d}}
ここで
- C：総消費
- c0：基礎消費 (c0 > 0)
- c1：限界消費性向（英語版） (すなわち誘発消費) (0 < c1 < 1)
- Yd：可処分所得(政府介入[注釈 1]を調整した後の所得。もしくは{\displaystyle Y+(G-T)}と表すこともできる)

なお、Yは所得、Gは政府支出、Tは租税。
基礎消費は所得がゼロになったとしても変化しないような消費を表す。基礎消費は正の数字であると仮定されている。限界消費性向(MPC)は所得が増減したときに消費がどれくらい増減するのかを表している。消費関数をグラフで表す際には、限界消費性向は消費関数の傾きとなる。
限界消費性向は正の数字であると仮定されている。よって、所得が増えれば消費も増えるということができる。しかしながら、ケインズはこの所得増大と消費増大は互いに等しいものではないと述べている。ケインズによれば、「所得が増えれば消費も増えるが、所得の増大とまったく等量だけ消費が増えるわけではない」。
ケインズ型の消費関数は絶対所得仮説としても知られ、ケインズの消費関数は現在の所得のみを考慮しており将来の所得の予想・期待を考慮していない。この仮定の単純さと非現実性の批判はミルトン・フリードマンによる恒常所得仮説やリチャード・ブランバーグおよびフランコ・モディリアーニによるライフサイクル仮説へとつながった。しかし、これらの理論は消費決定を定義付けする消費支出関数を掲示していない。しかしながらフリードマンは、いくつかの異なる恒常所得の定義を示した自身の著書「A Theory of the Consumption Function」(1957)によってノーベル経済学賞を受賞した。この著書においては非常に洗練された関数が示されている。
1936年のケインズによる「消費支出関数に依存する所得」を基にしている主要な3つの理論としては、ジェームズ・デューゼンベリー(1949)による相対消費支出、モディリアーニとブランバーグ(1954)によるライフサイクル所得、フリードマン(1957)による恒常所得が挙げられる。
一部の新しい理論は、デューゼンベリーの手法に従って行動経済学を基にしており、これらの理論は多くの行動原理が、「行動」を基にした総消費関数に対してミクロ的基礎づけとして採用されうることを示唆している。
2014年にラファエル・J・エルナンデス・ヌニェスによって発表された研究では、効用の無差別曲線の概念を再定義・定式化するのに数学を用いており、明示的に恒常所得とは何かを示している。これによって消費支出関数の完全に数理的な発展が可能になり、消費支出の決定に言及する従属的部分およびな被説明的部分を備えた完全な関数を経済学者達の間にもたらした。
定式化は次のようなものである。
{\displaystyle C={\frac {1}{2}}(B-{\frac {y}{ULC-\alpha }})+{\frac {x}{\alpha }}}
ここで
- C：総消費
- B：予算制約 → 可処分所得
- α：限界消費性向
- β：限界貯蓄性向
- ULCはUpper Limit Chosenの頭文字を取ったものであり、α + βに等しい。
- y：所与の期間と所与の従属的因子の組み合わせに対して、現在の予算制約の総配分の可能な最大値＋消費支出における可能な借入（あるいは負の貯蓄）の最大値で示される消費支出の可能な最大値。
- x：所与の期間と所与の従属的因子の組み合わせに対して、予算制約の消費支出の総配分＋貯蓄の可能な最大値で示される消費支出の可能な最小値。